# Смит, Уильям Олден
Уи́льям О́лден Смит (англ. William Alden Smith; 12 мая 1859 — 11 октября 1932) — американский политик, член Палаты представителей США и сенатор от штата Мичиган с 1907 по 1919 год. В настоящее время известен, как глава американской следственной комиссии по делу о гибели в 1912 году лайнера «Титаник». Его действия на расследовании были подвергнуты критике в Великобритании.

## Биография
Смит родился в Доваджиаке, Мичиган, и обучался в обычных школах. В 1872 году он переехал с родителями в Гранд-Рэпидс, где Смит продавал попкорн и газеты. В 1875 году поступил на службу в Мичиганскую палату представителей в Лансинге, Мичиган. Смит изучал право в фирме «Берч и Монтгомери». Он занимался юридической практикой некоторое время, а позже вступил в фирму «Смайли и Стивенс». Эта фирма впоследствии стала называться «Смайли, Смит и Стивенс». Смит был главным юрисконсультом компаний «Железные дороги Чикаго и Западного Мичигана» и «Северные железные дороги Детройта и Лансинга». Благодаря этой практике, он стал экспертом по законам о железных дорогах и финансах. Смит был помощником секретаря сенатора от штата Мичиган в 1883 году и охотничьим инспектором штата Мичиган в 1887—1891 годах. С 1888 по 1892 год был членом республиканского государственного Центрального комитета.

## Расследование гибели «Титаника»
После гибели 15 апреля 1912 года в Атлантическом океане лайнера «Титаник» Смит возглавил слушания Сената, проводившиеся в Нью-Йорке в отеле Уолдорф-Астория. Сенаторы и зрители услышали драматические показания от выживших пассажиров и членов команды. Подкомиссия Смита 28 мая 1912 года выпустила отчёт, который привёл к существенным реформам правил безопасного мореходства. Особое внимание Смит уделил водонепроницаемым переборкам на «Титанике», для чего посетил его брата-близнеца «Олимпика».

## Смерть
Уильям Олден Смит умер 11 октября 1932 года в Гранд-Рэпидсе, Мичиган, в возрасте 73 лет. Похоронен на кладбище Вудлон.